# Condorcet (cratère)
Pour les articles homonymes, voir Condorcet.
Condorcet est un Cratère d'impact lunaire situé sur de la face visible de la Lune au sud-est de la  Mare Crisium. Il se situe au sud-ouest des cratères Alhazen et Hansen. La bordure extérieure du cratère Condorcet est érodée. Le long du rebord intérieur du cratère, s'étend le cratère satellite "Condorcet Y". Le plancher intérieur du cratère est lisse sans aspérité apparente.
En 1935, l'Union astronomique internationale lui a attribué le nom de Condorcet en l'honneur du mathématicien et philosophe français Nicolas de Condorcet.
Par convention, les cratères satellites sont identifiés sur les cartes lunaires en plaçant la lettre sur le côté du point central du cratère qui est le plus proche de Condorcet.
| Condorcet | Latitude | Longitude | Diamètre |
| --------- | -------- | --------- | -------- |
| A         | 11.5° N  | 67.3° E   | 14 km    |
| D         | 9.8° N   | 68.5° E   | 22 km    |
| E         | 11.3° N  | 68.1° E   | 6 km     |
| F         | 8.2° N   | 73.1° E   | 37 km    |
| G         | 10.7° N  | 68.0° E   | 7 km     |
| H         | 12.4° N  | 65.0° E   | 23 km    |
| J         | 13.1° N  | 65.0° E   | 16 km    |
| L         | 10.1° N  | 73.7° E   | 12 km    |
| M         | 9.0° N   | 73.1° E   | 9 km     |
| N         | 9.0° N   | 72.9° E   | 4 km     |
| P         | 8.7° N   | 70.4° E   | 46 km    |
| Q         | 11.4° N  | 73.3° E   | 31 km    |
| R         | 11.7° N  | 74.8° E   | 15 km    |
| S         | 10.6° N  | 75.6° E   | 9 km     |
| T         | 11.8° N  | 65.8° E   | 15 km    |
| TA        | 12.2° N  | 65.7° E   | 14 km    |
| U         | 10.0° N  | 75.4° E   | 9 km     |
| W         | 13.9° N  | 66.9° E   | 33 km    |
| X         | 10.1° N  | 69.9° E   | 8 km     |
| Y         | 12.8° N  | 68.9° E   | 13 km    |

Le cratère satellite "Condorcet K" a été renommé par l'Union astronomique internationale Wildt (en).